# Burbidgea stenantha
Burbidgea stenantha är en enhjärtbladig växtart som beskrevs av Henry Nicholas Ridley. Burbidgea stenantha ingår i släktet Burbidgea och familjen Zingiberaceae. Inga underarter finns listade i Catalogue of Life.